# Московски зоолошки врт
Московски зоолошки врт (рус. Московский зоопарк) је зоолошки врт који се простире на 21,5 хектара, основан 1864. године од стране професора-биолога К.Ф. Руље, С.А. Усова и А.П.Богданова, са Московског државног универзитета. Године 1919, зоолошки врт је национализован, а 1922. године, град Москва постао је власник зоолошког врта и од тада је остало под надзором града Москве.
Када је отворен, зоолошки врт је имао површину од 10 хектара и имао је 286 животиња. Године 1926, зоолошки врт се проширио на суседно земљиште, повећавајући површину на 18 хектара. Оригиналне зграде зоолошког врта биле су дрвене, изграђене у старом руском стилу са сложеним дрвеним облогама.
Зоолошки врт је обновљен 1990. године. Значајни додаци који су уврштени су нови главни улаз у облику великог стеновитог замка и брдски мост који повезује старе (1864) и нове (1926) објекте зоо врта. Пре изградње моста, зоолошки врт је функционисао као два "одвојена зоолошка врта" јер улица Бољшаја Грузинскаја дели ове објекте.
Након овога, зоолошки врт је још једном проширен. Отворени су нови експонати, укључујући морски акваријум, велики кавез за птице, створења ноћних изложби, експонати морских лавова и одељак намењен деци. Водопади и потоци су додати како би зоолошком врту дали природнији излед. 
Московски зоолошки врт има преко 6500 животиња које представљају око 1000 врста и налазе се на површини од око 21,5 хектара (53 ари). Зоолошки врт проучава понашање животиња, храњење и репродукцију и ретких угрожених врста.
Неке врсте у зоолошком врту су:
- Торбари (Marsupialia)
  - Опосуми (Didelphidae)
  - (Dasyuridae)
  - Кенгури (Macropodidae)
- Бубоједи (Insectivora)
  - Јежеви (Erinaceidae)
  - (Macroscelididae)
  - Тупаје (Tupaiidae)
- Слепи миш (Chiroptera)
  - Велики љиљци (Pteropodidae)
- Примати (Primates)
  - Лемури (Lemuridae)
  - Лориси (Lorisidae)
  - (Cebidae)
  - (Callithricidae)
  - Мајмуни Старог света (Cercopithecidae)
  - Велики човеколики мајмуни (Pongidae)
- Крезубице (Edentata)
  - Лењивци (Bradypodidae)
  - Армадило (Dasypodidae)
- Двозупци (Lagomorpha)
  - Зечеви (Leporidae)
- Глодари (Rodentia)
- Звери (Carnivora)
  - Медвед (Ursidae)
    - Мрки медвед (Ursus arctos)

  - Перајари (Pinnipedia)
  - Китови (Cetacea)
    - (Tursiops truncates)
- Сурлаши (Proboscidea)
  - Слон (Elephantidae)
- Копитари (Perissodactyla)
  - Коњи (Equidae)
- Папкари (Artiodactyla)
  - Свиње (Suidae)
  - Камиле и ламе (Camelidae)
  - Јелени (Cervidae)
  - Жирафе (Giraffidae)
  - Шупљорога говеда (Bovidae)